# Valle de Villaverde
Valle de Villaverde (denominado Villaverde de Trucios hasta julio de 2005) es un municipio español de la comunidad autónoma de Cantabria. Conforma un enclave cántabro en el País Vasco, rodeado por los municipios vizcaínos de Valle de Carranza, Arcentales y Trucios, todos ellos pertenecientes a la comarca de Las Encartaciones.
En el sur del municipio está situado el nacimiento del río Agüera, cuyo valle cuenta con altitudes de más de 400 metros. El municipio es atravesado de oeste a este por la línea de ferrocarril Santander-Bilbao de la antigua FEVE, y dispone en sus cercanías de una estación denominada «Villaverde Trucios».
La adscripción administrativa del municipio fue conflictiva durante las últimas décadas del siglo XX, tras la promulgación de la Constitución española de 1978 y los estatutos de autonomía del País Vasco y Cantabria, ya que el nacionalismo vasco lo reclama como territorio de Vizcaya. El propio consistorio del municipio solicitó en varias ocasiones pasar a formar parte de la provincia vasca, encontrando en todos los casos la oposición de Cantabria. Durante las décadas de 1980 y 1990 Cantabria y Vizcaya se enfrentaron en los tribunales por esta cuestión, sin que la pretensión de transferencia entre provincias encontrase apoyo. Todas las resoluciones judiciales, incluidas dos del Tribunal Supremo, dieron la razón a la parte cántabra y confirmaron la pertenencia del municipio a Cantabria. En la actualidad la polémica parece haberse relajado y Cantabria y Vizcaya han llegado a acuerdos para facilitar la vida a los vecinos, por ejemplo permitiendo que reciban atención sanitaria en el País Vasco o que los niños del municipio sean escolarizados en Vizcaya.
Debido a la especial situación geográfica de Valle de Villaverde se dan situaciones atípicas como que los teléfonos fijos del municipio utilicen el prefijo de la provincia de Vizcaya. Sin embargo, el código postal se corresponde con el de Cantabria. En el plano religioso, el municipio no depende de la diócesis de Santander sino de la de Bilbao.

## Historia
El área de Las Encartaciones, en donde se enclava Valle de Villaverde, estuvo habitada en tiempos prerromanos bien por los cántabros, bien por los autrigones; los límites orientales cántabros podían haber llegado hasta los montes al oriente del río Agüera.
Hasta el siglo XV, Villaverde formaba parte de Las Encartaciones, y disponía de voto en las Juntas de Avellaneda. Villaverde, junto con Trucios y Arcentales, se encontraba bajo el dominio del linaje de los Avellaneda. La situación cambió radicalmente a mediados de ese siglo cuando Villaverde fue adquirido por la familia Velasco, tras comprarlo Pedro Fernández de Velasco, segundo conde de Haro y condestable de Castilla, a Diego de Avellaneda por quinientos mil maravedíes. La adquisición del valle por parte de este noble castellano marcó el destino del municipio, que se desvinculó de Las Encartaciones para unirse al corregimiento del valle cántabro de Soba donde la familia Velasco, los duques de Frías, tenía importantes posesiones. Los valles de Soba, Ruesga y Villaverde conformaron un solo corregimiento señorial dependiente del duque de Frías durante el Antiguo Régimen.
En 1822, durante el Trienio Liberal y la creación de los ayuntamientos constitucionales, el territorio recibió el nombre de Villaverde de Trucios (en 2005 recuperó su nombre tradicional, Valle de Villaverde). Al producirse la división provincial en 1833, Villaverde, como antiguo territorio señorial, fue unido a la provincia de régimen común más próxima (Santander) aunque los diputados villaverdanos trataron por todos los medios que su valle quedara integrado en territorio vizcaíno.
El valle resultó devastado durante la tercera guerra carlista. El 11 de agosto de 1875, Villaverde se convirtió en el escenario de un enfrentamiento entre un ejército alfonsino, que tenía como objetivo tomar Valmaseda, y las milicias carlistas. El ejército alfonsino, comandado por los generales Juan José Villegas y Morales de los Ríos, estaba compuesto por 10 000 hombres, 450 caballos y 16 piezas de artillería. Por otro lado, las mermadas milicias carlistas contaban con 7 batallones bajo el mando de Fulgencio de Carasa. A pesar de la superioridad numérica del ejército alfonsino, la victoria se inclinó hacia el bando carlista. Los alfonsinos perdieron 205 hombres, mientras que los carlistas perdieron 85. El general Villegas estuvo cerca de ser capturado. Como recompensa por la victoria, el pretendiente al trono, Carlos VII, concedió a Fulgencio de Carasa el título de conde de Villaverde de Trucios.
La batalla dejó una huella significativa en Villaverde, con pocos edificios que lograron sobrevivir al enfrentamiento.
En 7 de julio de 2005 se aprobó cambiar su topónimo, «Villaverde de Trucios», por el de «Valle de Villaverde», nombre original con el que figuraba en la documentación hasta principios del siglo XIX, evitándose así, además, confusiones con el nombre del vecino municipio vizcaíno de Trucios.

## Demografía
Valle de Villaverde cuenta con una población de 251 habitantes (INE 2024).
| Gráfica de evolución demográfica de Valle de Villaverde entre 1842 y 2021 |
| |
| Población de derecho según los censos de población del INE Población de hecho según los censos de población del INEEn este censo se denominaba Valle de Villaverde: 1857. En estos censos se denominaba Valle de Villaverde de Trucios: 1860, 1877, 1887, 1897, 1900 y 1910. En estos censos se denominaba Villaverde de Trucios: 1842, 1920, 1930, 1940, 1950, 1960, 1970, 1981, 1991 y 2001. |

## Administración y política

### Gobierno municipal

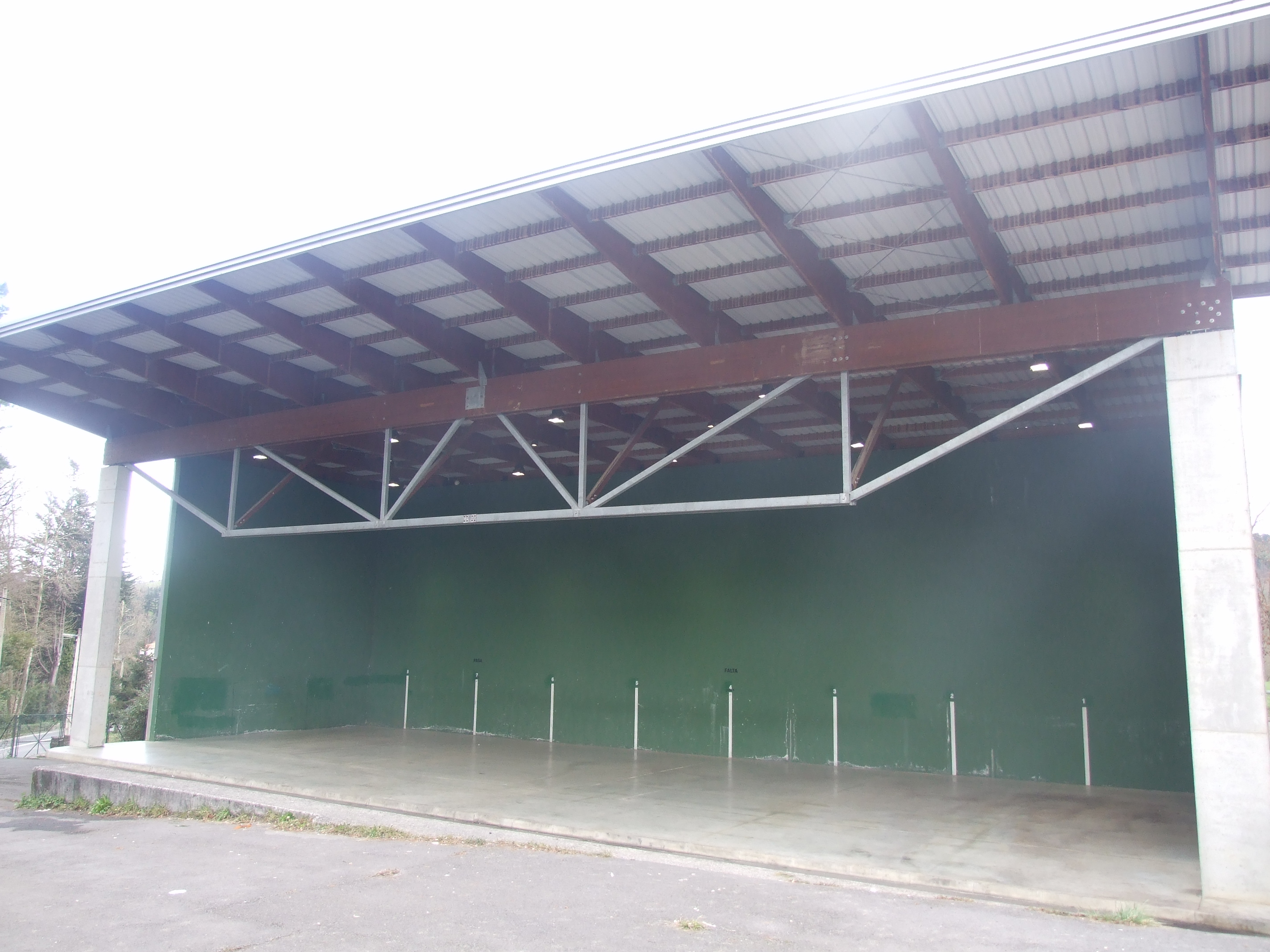
Pelota en Valle de Villaverde

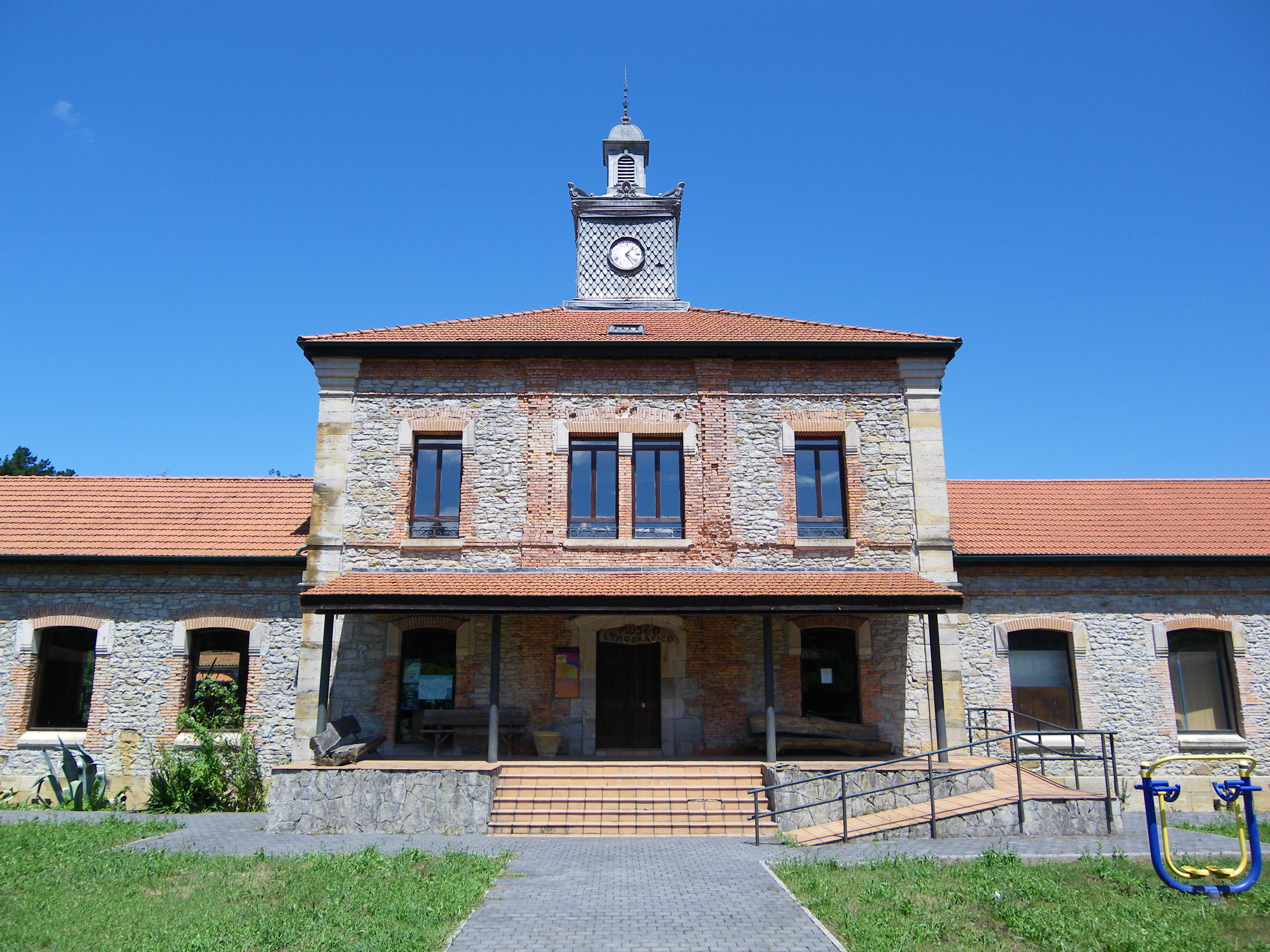
Museo etnográfico del municipio de Valle de Villaverde

Al igual que el enclave de Treviño (enclave burgalés situado en Álava), este territorio es reclamado por algunos partidos nacionalistas vascos como parte del País Vasco, aunque la comunidad autónoma de Cantabria, y todas sus fuerzas políticas mayoritarias se han mostrado totalmente opuestos a cederlo.
Ya en 1979, durante la elaboración del Estatuto de Autonomía del País Vasco (el «estatuto de Guernica») los diputados nacionalistas vascos Xabier Arzalluz (PNV) y Juan María Bandrés (Euskadiko Ezkerra), afirmaron que el artículo 8 del estatuto, que preveía la agregación "a la Comunidad Autónoma del País Vasco (de) otros territorios o municipios que estuvieran enclavados en su totalidad dentro del territorio de la misma" se había incluido para permitir la incorporación de Treviño a Álava y Villaverde de Trucios a Vizcaya.
Posteriormente, durante la década de los ochenta y principios de la de los noventa, se realizaron varios intentos para integrar el municipio en Vizcaya. El 26 de septiembre de 1986 seis de los siete concejales del ayuntamiento (tres socialistas, uno del Partido Demócrata Popular, uno de Coalición Popular y uno del Partido Regionalista de Cantabria), presidido por Piedad González (PSC-PSOE), acordaron solicitar la incorporación de Villaverde a la comunidad autónoma del País Vasco y el abandono de la de Cantabria. La Diputación Foral de Vizcaya apoyó la resolución municipal, pero la Asamblea de Cantabria, en sesión plenaria celebrada el 20 de octubre de dicho año, rechazó totalmente la petición.
La oposición de los partidos políticos cántabros hizo que sus representantes en el municipio (como la alcaldesa, Piedad González) abandonasen dichas formaciones. En las elecciones municipales de 1987, agrupaciones de electores que apoyaban la incorporación a Vizcaya obtuvieron la mayoría de los sufragios, repitiendo González como alcaldesa, en esta ocasión al frente de la Agrupación Unitaria Independiente. Con González al frente, el pleno del ayuntamiento del 30 de octubre de 1987 acordó solicitar la convocatoria de un referéndum para acordar la integración en Vizcaya. Únicamente la Unión para el Progreso de Cantabria (UPCA), de Juan Hormaechea, había mostrado su no oposición a dicha integración. En 1988, el Consejo de Ministros rechazó tomar en consideración la solicitud para celebrar un referéndum para incorporarse a Vizcaya. Este acuerdo del Consejo de Ministros fue recurrido por la Diputación Foral de Vizcaya y por el Ayuntamiento de Villaverde de Trucios ante el Tribunal Supremo. Las pretensiones de los demandantes fueron desestimadas en sendas sentencias de 22 de enero de 1993, y de 24 de febrero de 1997.
Por su parte, el Gobierno de Cantabria interpuso un recurso contra los acuerdos del Ayuntamiento, que fue desestimado en febrero de 1991 por el Tribunal Superior de Justicia de Cantabria. En marzo, la alcaldesa de Villaverde solicitó de nuevo la convocatoria de dicho referéndum al Consejo de Ministros y la puesta en marcha de un mecanismo de adhesión a la comunidad autónoma del País Vasco, lo cual fue desestimado de nuevo por el Gobierno de España.
El municipio está gobernado actualmente en mayoría absoluta por el Partido Regionalista de Cantabria.
| Partido político                         | 2023  | 2023  | 2023       | 2019  | 2019  | 2019       | 2015  | 2015  | 2015       | 2011  | 2011  | 2011       | 2007  | 2007  | 2007       | 2003  | 2003  | 2003       |
| Partido político                         | Votos | %     | Concejales | Votos | %     | Concejales | Votos | %     | Concejales | Votos | %     | Concejales | Votos | %     | Concejales | Votos | %     | Concejales |
| Partido Regionalista de Cantabria (PRC)  | 105   | 56,45 | 4          | 148   | 88,62 | 7          | 188   | 77,05 | 6          | 175   | 58,33 | 4          | 238   | 71,90 | 6          | 259   | 85,20 | 6          |
| Por el Valle de Villaverde               | 72    | 38,70 | 3          | —     | —     | —          | —     | —     | —          | —     | —     | —          | —     | —     | —          | —     | —     | —          |
| Partido Popular (PP)                     | 4     | 2,15  | 0          | 11    | 6,58  | 0          | 41    | 16,8  | 1          | 114   | 38,00 | 3          | 27    | 8,16  | 0          | 38    | 12,5  | 1          |
| Partido Socialista Obrero Español (PSOE) | 1     | 0,53  | 0          | 8     | 4,79  | 0          | 6     | 2,46  | 0          | 9     | 3,00  | 0          | 73    | 24,22 | 1          | 52    | 12,50 | 0          |

### Organización territorial
- La Altura
- El Campo
- La Capitana
- Los Hoyos
- La Iglesia
- Laiseca
- La Matanza (capital)
- Mollinedo
- Palacio
- Villanueva

## Economía
De acuerdo con la Contabilidad Municipal Estimada del Instituto Cántabro de Estadística (ICANE), en 2014 la renta per cápita del municipio era de 11015 euros por habitante, por debajo de la media autonómica que se sitúa en 13 631 € y la estatal (13 960 €).

## Patrimonio

### Patrimonio civil

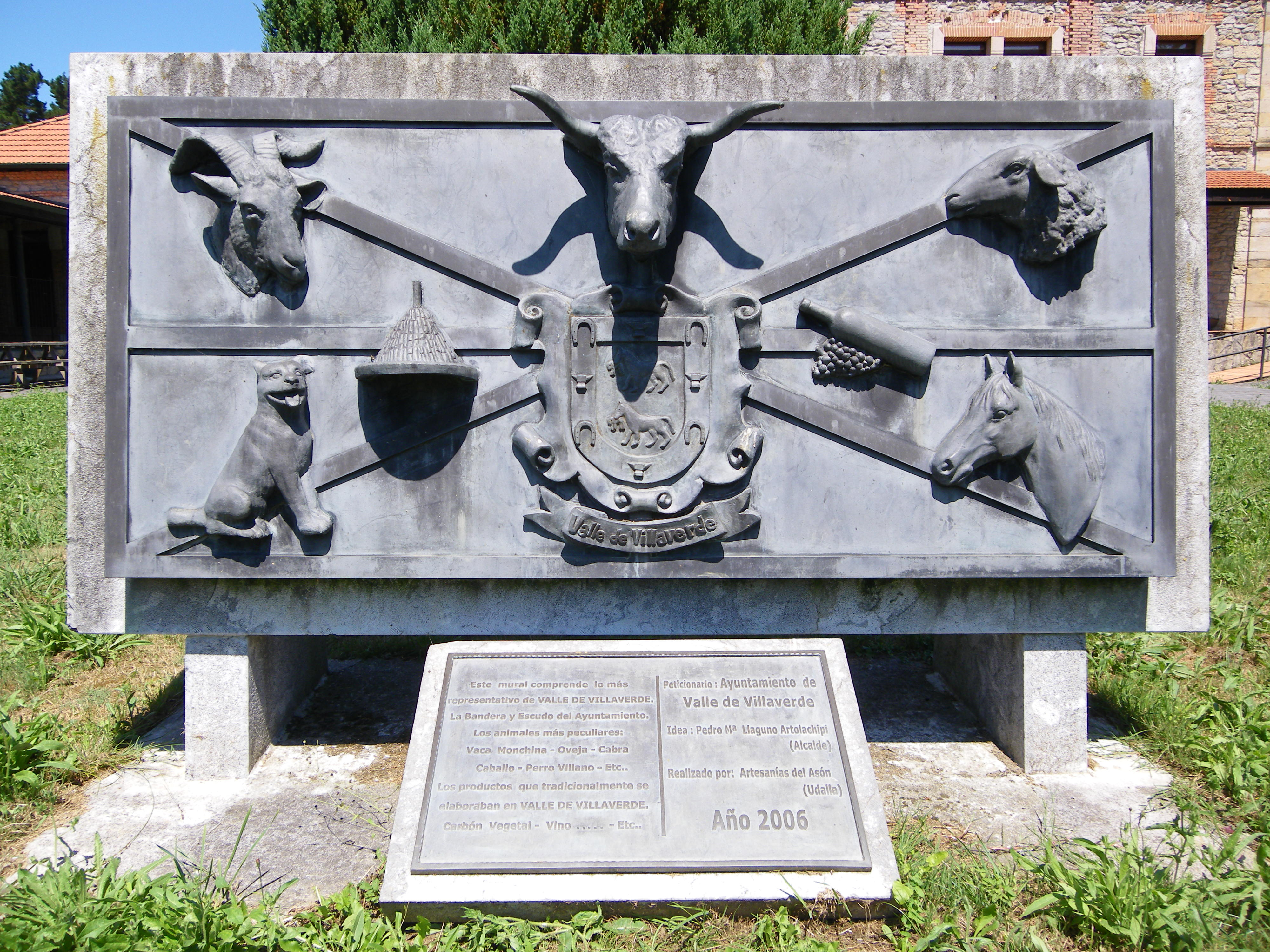
Mural formado por lo más representativo del municipio de Valle de Villaverde: la vaca monchina, la cabra, la oveja, el caballo, el perro villano y el vino y el carbón vegetal que tradicionalmente se producía en el valle. En el jardín del centro de interpretación de Etnografía, en las antiguas escuelas.

En 1875, Valle de Villaverde sufrió la pérdida de la mayoría de su arquitectura civil debido a los combates entre las tropas carlistas y liberales que tuvieron lugar en el término. Sí se conserva un notable conjunto de edificios que datan del cambio del siglo XIX al XX. Sobresalen entre estos Villa Amparo, una casa pintoresquista construida en 1921, y las escuelas de La Matanza. Estas últimas, construidas de ladrillo y piedra, constan de un bloque de dos alturas con cubierta a cuatro aguas y una torre de reloj, flanqueado por dos alas de un piso. Este edificio sigue el modelo arquitectónico propuesto por Alfredo de la Escalera y Amblard para este tipo de estructuras. El edificio de las escuelas alberga en la actualidad el centro de interpretación de Etnografía del municipio.

### Patrimonio religioso

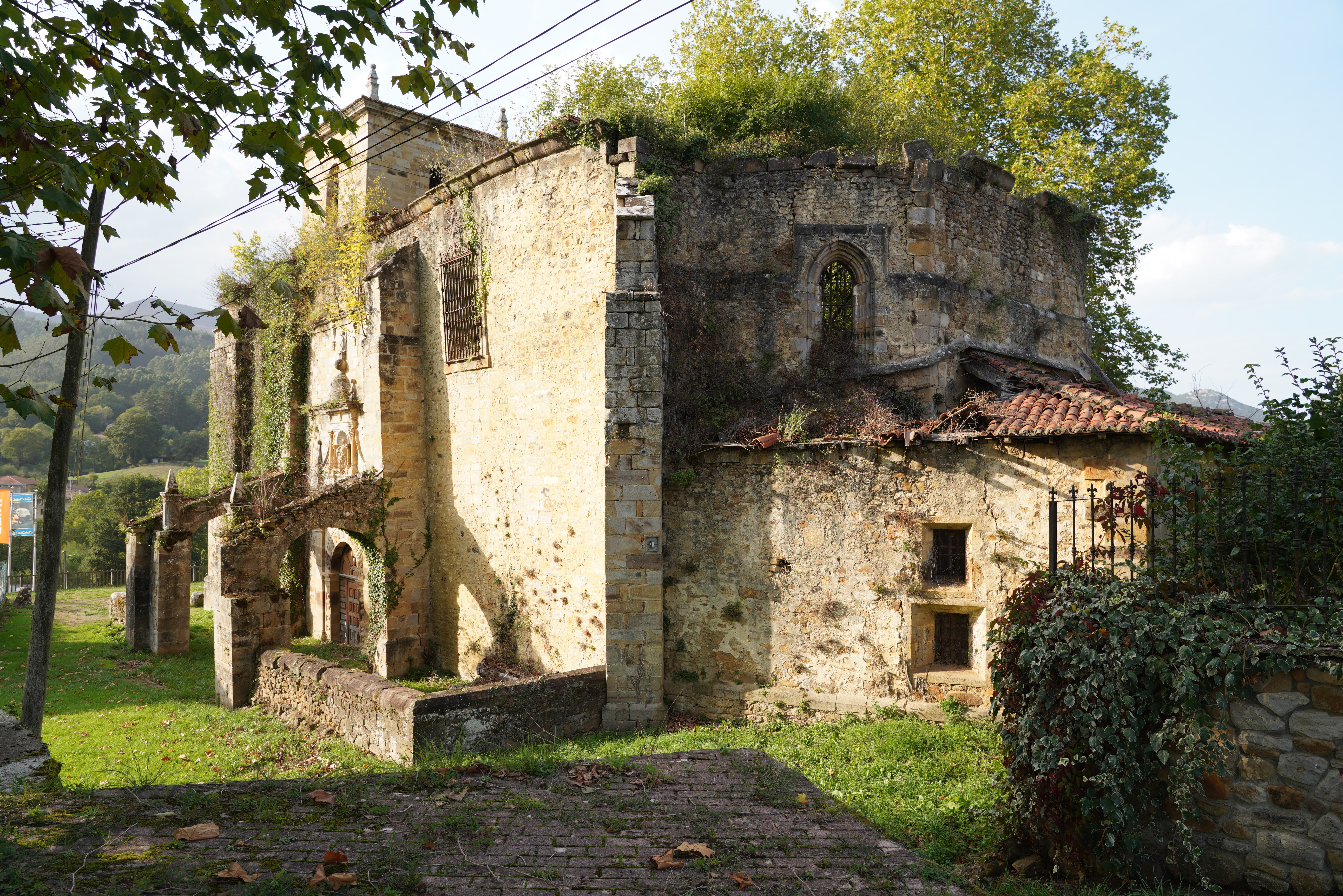
Iglesia de Santa María.

Valle de Villaverde alberga varias estructuras religiosas de importancia, entre las que se incluyen la iglesia de Santa María, y las ermitas de San Pedro y San Pablo y San Antonio.
La iglesia de Santa María, situada a la entrada del valle por la carretera de Trucíos, en el barrio de La Iglesia, es una de las más relevantes. Documentada desde el siglo XV, fue aquí donde Pedro Fernández de Velasco asumió la posesión del término tras su venta por los Avellaneda en 1440. El edificio actual, construido en el siglo XVII, aprovecha la cabecera gótica preexistente. A pesar de que su interior se encuentra actualmente en ruinas, la portada clasicista y la torre siguen en pie.
La ermita de San Pedro y San Pablo, ubicada en el barrio de Mollinedo, es una construcción de planta rectangular con elementos góticos en su cabecera y una torre añadida en 1747 por Antonio Ruiz de Azcona. La torre está incompleta, ya que le falta el campanario.

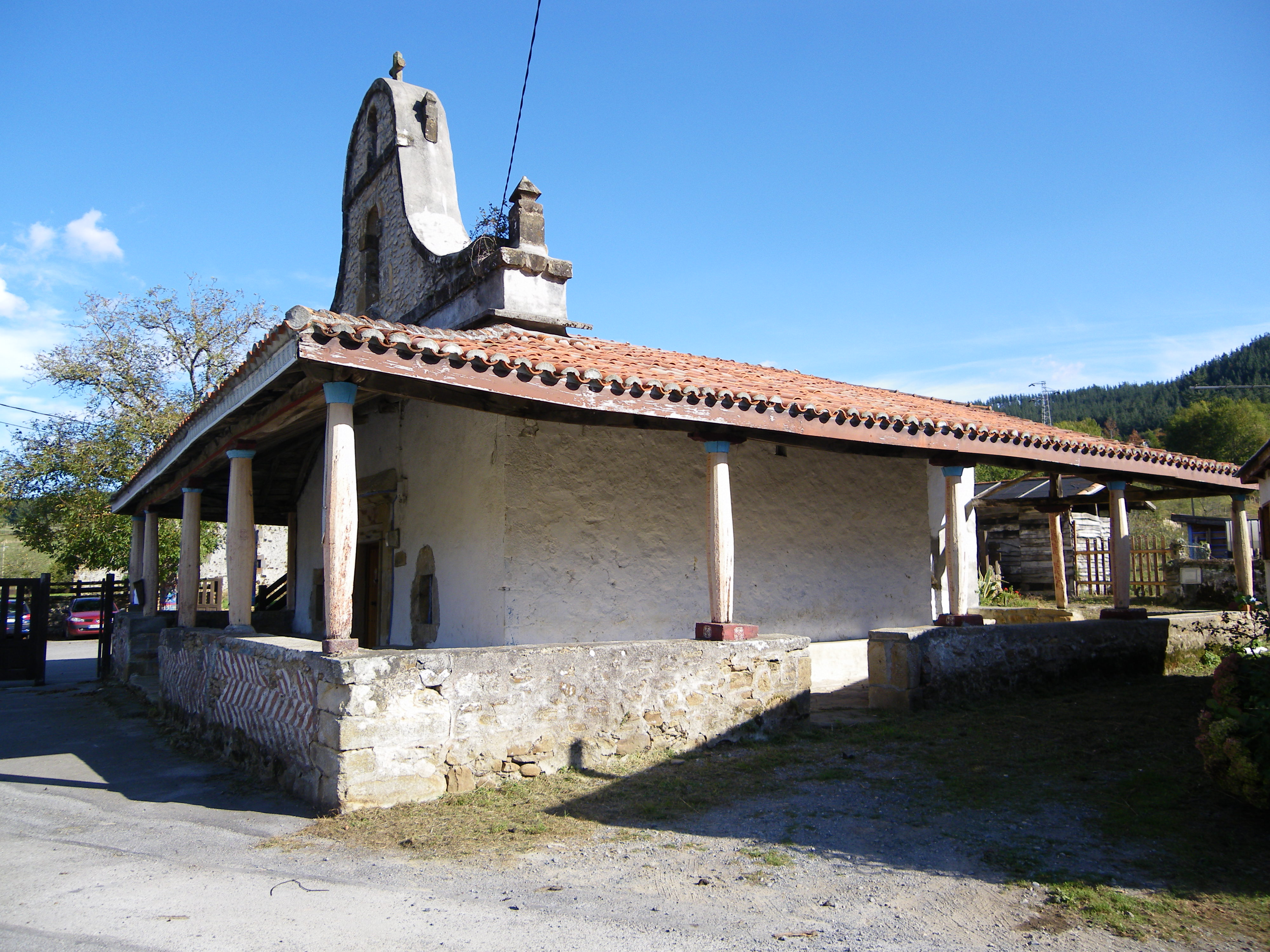
Ermita de San Antonio.

Por su parte, la ermita de San Antonio en el barrio de Laiseca presenta una planta cuadrada y un pórtico en la entrada sostenido por cuatro pilares de madera. Construida en 1751, fue reparada en 1960.

### Patrimonio industrial
Aunque se tienen registros de la existencia de ferrerías en Valle de Villaverde desde el siglo XV, ninguna de ellas se conserva en la actualidad.